# Pardosa ferruginea
Pardosa ferruginea är en spindelart som först beskrevs av Ludwig Carl Christian Koch 1870.  Pardosa ferruginea ingår i släktet Pardosa och familjen vargspindlar. Inga underarter finns listade i Catalogue of Life.